# Roca El Centinela
Der Roca El Centinela (von spanisch centinela ‚Wächter‘) ist ein Felsen an der Bowman-Küste des Grahamlands auf der Antarktischen Halbinsel. Er ragt an der Südflanke des Daspit-Gletschers auf.
Argentinische Wissenschaftler benannten ihn.